# Санджей и Крейг
„Санджей и Крейг“ (на английски: Sanjay and Craig) е американски анимационен ситком, създаден от Джим Диршбъргър, Джей Хауъл и Андреас Тролф за Nickelodeon. Продуциран от Уил МакРоб и Крис Вискарди, сюжетът на сериала се развива между Санджей (озвучен от Маулик Панчоли), и неговия най-добър приятел, говорещата змия Крейг (Крис Хардуик).

## В България
В България сериалът започва излъчване по локалната версия на Никелодеон с дублаж на български език, записан в „Доли Медия Студио“ и „Александра Аудио“. В него участват Константин Лунгов (Санджей), Камен Асенов (Крейг), Ася Рачева (Майката на Санджей), Цветан Ватев, Здравко Димитров, Явор Караиванов и други.